# Горлице
Горлице (пољ. Gorlice) је град у Пољској у Војводству Малопољском у Повјату горлицком. Према попису становништва из 2011. у граду је живело 28.819 становника.
.

## Становништво
Према прелиминарним подацима са пописа, у граду је 2011. живело 28.819 становника.
| 2002.  | 2011.  | 2012.  |
| ------ | ------ | ------ |
| 29.005 | 28.819 | 28.555 |

## Партнерски градови
- Папа